# Gaston Hoffmann
Pour les articles homonymes, voir Hoffmann.

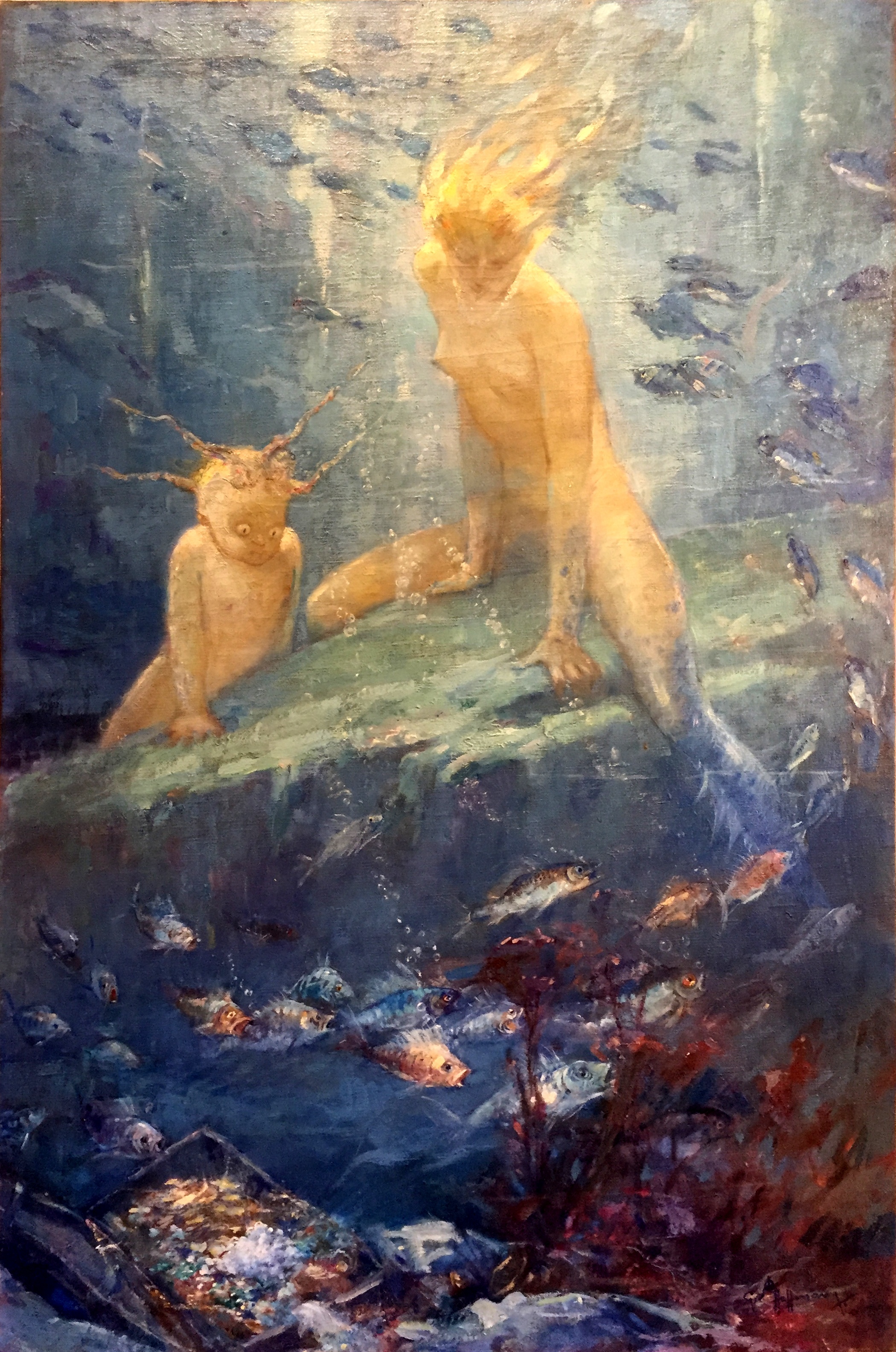
Trésor sous-marin, huile sur toile, 100 x 50 cm. Signé, salon des Beaux Art 1946.

Gaston Hoffmann est un peintre français, décorateur, dessinateur humoristique, illustrateur et caricaturiste.
Il est né à Paris XIVe le 12 Janvier 1883 de Rosalie Hoffmann et de père inconnu. Il meurt le 16 décembre 1977 à Nice à l’âge de 94 ans.

## Biographie
D’origine lorraine par sa mère, il vit à Metz et étudie à l’École des Beaux-Arts de Paris dès 1902, où il sera élève de Léon  Bonnat et de Luc-Olivier Merson à l’Académie Julian de Jules Lefebvre (pour la gravure) et T. Robert-Fleury ; aux Beaux-Arts de Nancy, il sera élève de Jules Larcher. 
Gaston Hoffmann expose régulièrement au Salon des artistes français dès 1905, ainsi qu’au Salon des humoristes. 
En 1909, il est Sociétaire des Artistes Français. 
En 1918, G. Hoffmann collabore avec Charles Schneider, son ami, rencontré aux Beaux-arts, dont la verrerie d’Épinay-sur-Seine pris son envol avec l’École de Nancy et connu un grand succès dans les années 1925. 
En 1922-1923, G. Hoffmann travaille pour la Manufacture de Sèvres. La même année, il  réalise l'affiche du film Vidocq. 
En 1925 :  l'artiste décore, à Québec, de peintures murales le restaurant Kerhulu : La Faim et la Soif. Ces  œuvres sont maintenant, conservées au Musée national des beaux-arts du Québec, grâce à un don de Jean Piché (en) en 1983.
Il sera professeur de dessin de la Ville de Paris. 
Il enseigne le dessin et la composition décorative à l’École des Beaux-arts de Québec de 1924 à 1926. 
En 1946, le peintre décore la salle du Conseil municipal de l’hôtel de ville de Noyon représentant les grandes heures de l'histoire de la ville. .

## Publications
En 1935-1936, Hoffmann écrira des ouvrages pédagogiques: « La tête humaine» 1935 et «Tout le dessin en 40 leçons» 1936, destinés aux enseignants des écoles primaires.
En 1940, 1945, 1946 et 1949,  Hoffmann illustre des ouvrages, tels que Boulou et M’Boté, de René Trautmann (1945), Ardance ou la vallée d’automne, de Jean de Montesquiou-Fezensac (1946), Le droit pratique de L. Le Baut (1949) et La sculpture en papier par découpage et pliage, suivant les règles techniques de la planisculpture, Hoffmann/Bourrelier (1940).

## Œuvres conservées dans des collections publiques
- La Faim, 1926, Musée national des beaux-arts du Québec[1]
- La Soif, 1926, Musée national des beaux-arts du Québec[2]
- Scène d'hiver, 1925, Musée national des beaux-arts du Québec[3]
- Seigneur afghan, 1923, Musée national des beaux-arts du Québec[4]

## Expositions
- Paris, 2021, Galerie Emeric Hahn, première exposition monographique
- Paris, 2018, Galerie Emeric Hahn, première exposition monographique. Site Gaston Hoffmann